# Lehen
Lehen es un barrio en el oeste de Friburgo de Brisgovia en Baden-Wurtemberg, Alemania. El nombre Lehen que deriva de Leheim (hogar en la colina) refiere a su ubicación al lado de la colina llamada Lehener Bergle.

## Enlaces
- Wikimedia Commons alberga una categoría multimedia sobre Lehen.
- Páginas Badenses: Vistas de Lehen